# Еврар де Бар
Еврар де Бар (фр. Évrard des Barres), рођен око 1113. у шампањској области Мо (фр. Meaux (Champagne)) у Француској, био је трећи велики мајстор витеза темплара, на то место је дошао после смрти Роберта де Краона 1147. Након што је изабран за мајстора придружио се краљу Лују VII и кренуо у Други крсташки рат. Током похода стигао је пре француског краља у Цариград и тамо му је помагао у борби против Турака Селџука. После неуспеле опсаде Дамаска вратио се у Француску где је абдицирао 1151. и упркос противљењу темплара постао монах. Умро је 1174. године. Његов наследник био је Бернар де Тремеле.